# Halcyon Nights
Halcyon Nights är ett musikalbum av den svenska synthpopgruppen BWO. Detta album är dock ett remixalbum, vilket innebär att albumet enbart innehåller remixar på äldre BWO-låtar. Halcyon Nights släpptes den 27 december 2006 i Sverige.

## Låtlista
1. Chariots of Fire (Radio Edit) (4:08)
2. Sixteen Tons of Hardware (Poker Pets 12" Mix) (7:12)
3. Temple of Love (SoundFactory Reconstruction Anthem Radio Remix) (3:59)
4. Open Door (Paradise Garage Mix) (4:43)
5. Obsession (Johan S Remix) (3:09)
6. Sunshine in the Rain (Sound Factory New York Anthem Edit) (4:58)
7. Sixteen Tons of Hardware (Brasco Club Mix Edit) (7:20)
8. Temple of Love (Carl Ryden Remix) (7:07)
9. Voodoo Magic (SoundFactory Big Room Anthem Edit) (5:16)
10. Open Door (DJ Slow Mix) (4:05)
11. Chariots of Fire (Credheadz Remix Radio Edit) (3:40)
12. We Could Be Heroes (SoundFactory Futuretro Mix) (5:27)
13. Living in a Fantasy (Johan S Remix) (3:32)
14. Sunshine in the Rain (Johan Afterglow Electro Mix) (3:51)
15. Sixteen Tons of Hardware (SoundFactory Supersonic Anthem Edit) (5:10)
16. Open Door (Brasco Remake) (3:45)